# Isaiah Wilkins
Isaiah Langston Wilkins (Lilburn, Georgia, 23 de septiembre de 1995) es un ex baloncestista estadounidense que actualmente ejerce como entrenador asistente en los Virginia Cavaliers de la División I de la NCAA. Con 2,03 metros de estatura, jugaba en la posición de alero. Es el hijastro del miembro del Basketball Hall of Fame Dominique Wilkins.

## Trayectoria deportiva

### Universidad
Jugó cuatro temporadas con los Cavaliers de la Universidad de Virginia, en las que promedió 4,9 puntos, 4,8 rebotes, 1,3 asistencias y 1,1 tapones por partido. En sus dos últimas temporadas fue incluido en el mejor quinteto defensivo de la Atlantic Coast Conference, siendo elegido además en 2018 como defensor del año de la conferencia.

### Estadísticas
| Año     | Equipo   | PJ  | PT | MPP  | %TC  | %3P  | %TL  | RPP | APP | ROB | TPP | PPP |
| ------- | -------- | --- | -- | ---- | ---- | ---- | ---- | --- | --- | --- | --- | --- |
| 2014–15 | Virginia | 28  | 0  | 9.4  | .396 | .667 | .545 | 2.5 | .4  | .2  | .6  | 1.6 |
| 2015–16 | Virginia | 37  | 21 | 21.4 | .518 | .000 | .583 | 4.1 | 1.5 | .8  | .8  | 4.6 |
| 2016–17 | Virginia | 33  | 28 | 26.5 | .556 | .571 | .702 | 6.0 | 1.1 | 1.0 | 1.3 | 6.8 |
| 2017–18 | Virginia | 34  | 34 | 27.5 | .485 | .176 | .756 | 6.2 | 1.6 | 1.2 | 1.4 | 6.0 |
| Total   | Total    | 132 | 83 | 21.7 | .508 | .300 | .671 | 4.8 | 1.2 | .8  | 1.1 | 4.9 |

### Profesional
Tras no ser elegido en el Draft de la NBA de 2014, disputó las Ligas de Verano de la NBA con Charlotte Hornets, aunque apenas jugó un par de minutos en uno de los partidos. Posteriormente fue incluido en la plantilla de su filial en la G League, los Greensboro Swarm.